# Jodellavitanonhocapitouncazzo
Jodellavitanonhocapitouncazzo es un sencillo del rapero italiano Caparezza, lanzado el 8 de octubre de 2004 como sexto extracto del segundo álbum de estudio Verità supposte.

## Antecedentes
El título de la canción está formado por la unión entre el término «yodeling» (ya que el estribillo de la canción es una revisitación de esta técnica vocal) y la frase «No entiendo una mierda de la vida». Ésta es la base de la canción, que contradice todas las piezas anteriores del álbum, donde el cantante critica irónicamente la sociedad y la cultura italiana. Caparezza ofrece una visión humorística pero al mismo tiempo humana de sí mismo.

## Vídeo musical
Este vídeo fue introducida con la animación en 3D, en formato de alta definición realizada en 2004. 

## Lista de canciones
- Descarga digital

| Jodellavitanonhocapitouncazzo (Album Version) |                                 |          |  |
| N.º                                           | Título                          | Duración |  |
| 1.                                            | «Jodellavitanonhocapitouncazzo» | 4:09     |  |

## Créditos y personal

### Personal
- Caparezza – voz, triton, Efectos especiales del aire
- Alfredo Ferrero – guitarra
- Kojay Gutzemberg – canto a la tirolesa

### Producción
- Carlo Ubaldo Rossi|Carlo U. Rossi – producción, arreglo, mezcla
- Antonio Baglio – masterización